# نيكي هدسون
نيكي هدسون (بالإنجليزية: Nikki Hudson) هي لاعب هوكي الحقل أسترالية، ولدت في 6 يوليو 1976.

## وصلات خارجية
- نيكي هدسون على موقع أوليمبيديا (الإنجليزية)
- نيكي هدسون على موقع اللجنة الأولمبية الأسترالية (الإنجليزية)
- نيكي هدسون على موقع دورة ألعاب الكومنولث 2006 (مؤرشف) (الإنجليزية)